# دوري الدرجة الثانية السعودي 2017–18
دوري الدرجة الثانية السعودي 2017–18 هو موسم من دوري الدرجة الثانية السعودي. فاز فيه نادي الوشم.

## تغييرات الفرق
غيرت الفرق التالية درجاتها منذ موسم 2016-17.
| ترقى من 2016–17 دوري الدرجة الثالثة السعودي - نادي الخلود - نادي الحجاز - نادي التقدم - نادي الجبيل هبط من دوري الدرجة الأولى السعودي 2016–17 - نادي العدالة - نادي الجيل - نادي وج | ترقى إلى دوري الأمير محمد بن سلمان 2017–18 - نادي الكوكب - نادي جدة - نادي المجزل هبط إلى 2017–18 دوري الدرجة الثالثة السعودي - نادي سدوس - نادي النجمة - نادي الصفا - نادي الترجي |

## الفرق
;المجموعة أ
| النادي       | المكان          | الملعب                                                     |
| ------------ | --------------- | ---------------------------------------------------------- |
| نادي أبها    | أبها            | مدينة الأمير سلطان بن عبد العزيز الرياضية                  |
| نادي العدالة | الأحساء         | Reserve Stadium in Prince Abdullah bin Jalawi Stadium      |
| نادي الأنصار | المدينة المنورة | ملعب نادي الأنصار                                          |
| نادي البدائع | البكيرية        | ملعب نادي البكيرية                                         |
| نادي الدرعية | الدرعية         | Reserve Stadium in Prince Faisal bin Fahd Stadium (الرياض) |
| نادي الجبلين | حائل            | ملعب الأمير عبد العزيز بن مساعد                            |
| نادي الجبيل  | محافظة الجبيل   | ملعب نادي الجبيل                                           |
| نادي الخلود  | الرس            | ملعب نادي الحزم                                            |
| نادي الرياض  | الرياض          | ملعب الأمير تركي بن عبدالعزيز                              |
| نادي حطين    | محافظة صامطة    | استاد احتياطي في مدينة الملك عبد الله الرياضية (جدة)       |

المجموعة ب
| النادي         | المكان           | الملعب                                                |
| -------------- | ---------------- | ----------------------------------------------------- |
| نادي العين     | Al Atawilah      | ملعب مدينة الملك سعود الرياضية (الباحة)               |
| نادي الحجاز    | محافظة بلجرشي    | ملعب مدينة الملك سعود الرياضية (Al Bahah)             |
| نادي الجيل     | الأحساء          | Reserve Stadium in Prince Abdullah bin Jalawi Stadium |
| نادي المزاحمية | محافظة المزاحمية | Ergah Stadium                                         |
| نادي الشرق     | الدلم            | ملعب نادي الشعلة (محافظة الخرج)                       |
| نادي الصقور    | تبوك             | استاد مدينة الملك خالد الرياضية                       |
| نادي التقدم    | المذنب           | ملعب نادي النجمة (عنيزة)                              |
| نادي الثقبة    | محافظة الخبر     | مدينة الأمير سعود بن جلوي الرياضية                    |
| نادي الوشم     | شقراء            | ملعب نادي الوشم                                       |
| نادي وج        | الطائف           | ملعب الملك فهد                                        |

## المجموعة أ
الجدول
| م  | الفريق           | لعب | ف  | ت | خ | أ.له | أ.ع | أ.ف | نقاط | الصعود، التأهل أو الهبوط                                      |
| -- | ---------------- | --- | -- | - | - | ---- | --- | --- | ---- | ------------------------------------------------------------- |
| 1  | نادي الجبلين (P) | 18  | 11 | 3 | 4 | 24   | 11  | +13 | 36   | ترقى إلى دوري الأمير محمد بن سلمان 2017–18 و تأهل إلى النهائي |
| 2  | نادي الأنصار (P) | 18  | 11 | 2 | 5 | 26   | 15  | +11 | 35   | ترقى إلى دوري الأمير محمد بن سلمان 2017–18                    |
| 3  | نادي العدالة (P) | 18  | 9  | 3 | 6 | 26   | 27  | −1  | 30   | ترقى إلى دوري الأمير محمد بن سلمان 2017–18                    |
| 4  | نادي أبها (O, P) | 18  | 7  | 6 | 5 | 20   | 22  | −2  | 27   | تأهل إلى دوري الأمير محمد بن سلمان 2017–18                    |
| 5  | نادي حطين        | 18  | 7  | 5 | 6 | 36   | 25  | +11 | 26   |                                                               |
| 6  | نادي الخلود      | 18  | 6  | 7 | 5 | 18   | 16  | +2  | 25   |                                                               |
| 7  | نادي الجبيل      | 18  | 5  | 4 | 9 | 19   | 20  | −1  | 19   |                                                               |
| 8  | نادي الرياض      | 18  | 4  | 5 | 9 | 16   | 25  | −9  | 17   |                                                               |
| 9  | نادي البدائع (R) | 18  | 3  | 7 | 8 | 16   | 27  | −11 | 16   | تأهل إلى مباريات الهبوط                                       |
| 10 | نادي الدرعية (O) | 18  | 3  | 6 | 9 | 18   | 31  | −13 | 15   | تأهل إلى مباريات الهبوط                                       |

## المجموعة ب
الجدول
| م  | الفريق            | لعب | ف  | ت | خ  | أ.له | أ.ع | أ.ف | نقاط | الصعود، التأهل أو الهبوط                                      |
| -- | ----------------- | --- | -- | - | -- | ---- | --- | --- | ---- | ------------------------------------------------------------- |
| 1  | نادي الوشم (C, P) | 18  | 10 | 5 | 3  | 29   | 19  | +10 | 35   | ترقى إلى دوري الأمير محمد بن سلمان 2017–18 و تأهل إلى النهائي |
| 2  | نادي الجيل (P)    | 18  | 9  | 4 | 5  | 25   | 17  | +8  | 31   | ترقى إلى دوري الأمير محمد بن سلمان 2017–18                    |
| 3  | نادي العين (P)    | 18  | 8  | 7 | 3  | 28   | 22  | +6  | 31   | ترقى إلى دوري الأمير محمد بن سلمان 2017–18                    |
| 4  | نادي التقدم       | 18  | 7  | 7 | 4  | 23   | 16  | +7  | 28   | تأهل إلى دوري الأمير محمد بن سلمان 2017–18                    |
| 5  | نادي المزاحمية    | 18  | 7  | 6 | 5  | 23   | 16  | +7  | 27   | تأهل إلى دوري الأمير محمد بن سلمان 2017–18                    |
| 6  | نادي الحجاز       | 18  | 6  | 6 | 6  | 24   | 29  | −5  | 24   |                                                               |
| 7  | نادي الصقور       | 18  | 5  | 5 | 8  | 21   | 26  | −5  | 20   |                                                               |
| 8  | نادي الشرق        | 18  | 3  | 7 | 8  | 20   | 27  | −7  | 16   |                                                               |
| 9  | نادي الثقبة (O)   | 18  | 3  | 7 | 8  | 22   | 30  | −8  | 16   | تأهل إلى مباريات الهبوط                                       |
| 10 | نادي وج (O)       | 18  | 3  | 4 | 11 | 20   | 33  | −13 | 13   | تأهل إلى مباريات الهبوط                                       |

## النهائي
سيحقق الفائزون من كل مجموعة مباراة نهائية ثنائية لتحديد بطل دوري الدرجة الثانية 2017-18، ومن المقرر أن تلعب مباراة الذهاب في 9 مارس والإياب في 17 مارس.
| الفريق الأول | إجم. | الفريق الثاني | مباراة الذهاب | مباراة الإياب |
| ------------ | ---- | ------------- | ------------- | ------------- |
| نادي الوشم   | 3–2  | نادي الجبلين  | 2–1           | 1–1           |

مباراة الذهاب
| نادي الوشم                        | 2–1   | نادي الجبلين     |
| --------------------------------- | ----- | ---------------- |
| يحيى دغريري 60' · تركي سفياني 82' | تقرير | مشرف الرويلي 43' |

مباراة الإياب
| نادي الجبلين      | 1–1   | نادي الوشم    |
| ----------------- | ----- | ------------- |
| سلطان السويدي 10' | تقرير | Al-Meqren 45' |

## مباريات المركز الثالث
احتل الجيل المركز الثاني في المجموعة الثانية وسيواجه الأنصار الذي احتل المركز الثاني في المجموعة الأولى في مباراة ثنائية ليقرر الفريق صاحب المركز الثالث. وقد فاز الجيل على الأنصار 5-1 ليحرز المركز الثالث.
| الفريق الأول | إجم. | الفريق الثاني | مباراة الذهاب | مباراة الإياب |
| ------------ | ---- | ------------- | ------------- | ------------- |
| نادي الجيل   | 5–1  | نادي الأنصار  | 2–1           | 3–0           |

مباراة الذهاب
| نادي الجيل                       | 2–1   | نادي الأنصار    |
| -------------------------------- | ----- | --------------- |
| Al-Khamis 19' · Al-Dossari 45+1' | تقرير | Al-Muwallad 40' |

مباراة الإياب
| نادي الأنصار | 0–3   | نادي الجيل                                    |
| ------------ | ----- | --------------------------------------------- |
|              | تقرير | عباس الشنقيطي 19'، 57' · عبد الله الحمدان 40' |

## مباريات الهبوط
أعلن الاتحاد السعودي لكرة القدم في 7 مارس 2018 أن عدد الفرق في دوري الدرجة الثانية قد زاد من 20 فريقًا إلى 24 فريقًا، وتمت إزالة الهبوط وبدلاً منه مباريات الهبوط، حيث سيواجه الفريقان السفليان في كل مجموعة أفضل 4 فرق خارج دور الثمانية في دوري الدرجة الثالثة السعودي.
| الفريق الأول | إجم.                          | الفريق الثاني | مباراة الذهاب | مباراة الإياب |
| ------------ | ----------------------------- | ------------- | ------------- | ------------- |
| نادي الثقبة  | 1–1 (قانون أهداف خارج الديار) | نادي النخيل   | 0–0           | 1–1           |
| نادي البدائع | 2–4                           | Afif          | 2–2           | 0–2           |
| نادي الدرعية | 2–1                           | نادي العيون   | 2–1           | 0–0           |
| نادي وج      | 5–1                           | نادي التهامي  | 3–1           | 2–0           |

| نادي البدائع                                | 2–2 | Afif                |
| ------------------------------------------- | --- | ------------------- |
| Al-Shamrani 68' · صالح المحيميد 88' (ركلة.) |     | Saadi 37' · Eid 86' |

| Afif                             | 2–0 | نادي البدائع |
| -------------------------------- | --- | ------------ |
| Saadi 3' · Al-Otaibi 38' (ركلة.) |     |              |

| نادي الثقبة | 0–0 | نادي النخيل |
| ----------- | --- | ----------- |
|             |     |             |

| نادي النخيل  | 1–1 | نادي الثقبة  |
| ------------ | --- | ------------ |
| Al-Bishi 60' |     | Al-Enezi 75' |

| نادي الدرعية                  | 2–1 | نادي العيون         |
| ----------------------------- | --- | ------------------- |
| Al-Shwier 45+2' · Awadh 90+3' |     | عمار البراهيم 90+4' |

| نادي العيون | 0–0 | نادي الدرعية |
| ----------- | --- | ------------ |
|             |     |              |

| نادي وج                                                   | 3–1   | نادي التهامي |
| --------------------------------------------------------- | ----- | ------------ |
| نايف الحارثي 42' (ركلة.) · Al-Dossari 47' · Al-Nofeai 82' | تقرير | Ghashim 26'  |

| نادي التهامي | 0–2 | نادي وج                           |
| ------------ | --- | --------------------------------- |
|              |     | Al-Dossari 26' · أحمد المالكي 47' |